# Ír labdarúgó-szövetség
Az Ír labdarúgó-szövetség (angol: Football Association of Ireland (FAI)) Írország nemzeti labdarúgó-szövetsége. 1921-ben alapították. A szövetség szervezi az Ír labdarúgó-bajnokságot, valamint az ír kupát. Működteti az Ír labdarúgó-válogatottat, valamint az Ír női labdarúgó-válogatottat. Székhelye Dublinban található.

## Történelme
1921-ben alapították. A Nemzetközi Labdarúgó-szövetségnek (FIFA) 1923-tól tagja. 
1958-ban az Európai Labdarúgó-szövetségnek (UEFA) tagja. Fő feladata a nemzetközi kapcsolatokon kívül, a  Ír labdarúgó-válogatott férfi és női ágának, a korosztályos válogatottak illetve a nemzeti bajnokság szervezése, irányítása. A működést biztosító bizottságai közül a Játékvezető Bizottság (JB) felelős a játékvezetők utánpótlásáért, elméleti (teszt) és cooper (fizikai) képzéséért, foglalkoztatásáért.